# حمله مدل ۶۰ فوتی
حمله مدل ۶۰ فوتی (به انگلیسی: Attack of the 60 Foot Centerfold) فیلمی محصول سال ۱۹۹۵ و به کارگردانی فرد اولان ری است. در این فیلم بازیگرانی همچون جی‌جی نورث، تد مونته، ریلین سالمن، تامی پارکس، تیم آبل، جی ریچاردسون، جان لازار، میشل باور، روس هاگن، راس تامبلین و تامی کرک ایفای نقش کرده‌اند.